# Eleven-Fifty-Nine
Eleven-Fifty-Nine es el décimo octavo episodio de la cuarta temporada y octagésimo séptimo episodio a lo largo de la serie de televisión estadounidense de drama y ciencia ficción Arrow. El episodio fue escrito por Marc Guggenheim & Keto Shimizu y dirigido por Rob Hardy. Fue estrenado el 6 de abril de 2016 en Estados Unidos por la cadena The CW.
Oliver y Diggle descubren que Merlyn está tratando de ayudar a Darhk a escapar de prisión. Mientras tanto, Oliver comienza a tener serias sospechas sobre la lealtad de Andy, lo que lo lleva a un enfrentamiento con Diggle; Thea le dice a Laurel que esta vez el odio entre ella y Malcolm es recíproco. Por otra parte, Laurel recibe una oferta que le hace replantearse su estadía en el equipo Arrow. Finalmente, Andy se revela como espía de Darhk y Laurel muere.

## Elenco
- Stephen Amell como Oliver Queen/Flecha Verde.
- Katie Cassidy como Laurel Lance/Canario Negro.
- David Ramsey como John Diggle/Spartan.
- Willa Holland como Thea Queen/Speedy.
- Emily Bett Rickards como Felicity Smoak/Overwatch.
- John Barrowman como Malcolm Merlyn/Arquero Oscuro.
- Paul Blackthorne como el capitán Quentin Lance.

## Continuidad
- Thea menciona que la seguridad de la guarida ha sido aumentada gracias a Diggle y sus contactos con A.R.G.U.S.
- Malcolm irrumpe en la guarida y roba el ídolo de Darhk.
- Darhk le pregunta a Malcolm cómo hace para entrar y salir de todos los lugares sin ser visto.
- Oliver comienza a sospechar sobre la lealtad de Andy hacia el equipo.
- Ruvé Adams le ofrece a Laurel el puesto de fiscal general.
- Darhk organiza un motín en Iron Heights.
- Laurel decide ir a Iron Heights como Canario Negro una última vez.
- Malcolm y Thea se enfrentan y este le dice a la chica que no puede vencerlo porque le quitaron la sed de sangre.
- Andy se revela como espía de Darhk.
- Darhk revela saber las identidades de todos los miembros del equipo Arrow.
- Darhk hiere a Laurel con una flecha de Oliver para hacerle saber a Quentin que él cumple sus amenazas.
- Laurel le revela a Oliver que él es el amor de su vida.
- Laurel Lance muere en este episodio.

- Con esto, se revela que Laurel es la persona que se encuentra en la tumba en el flashforward presentado en Green Arrow.

- El título de este episodio refiere a la hora en que Laurel murió.

- Laurel es pronunciada muerta a las 11:59.

## Desarrollo

### Producción
La producción de este episodio comenzó el 21 de enero y terminó el 29 de enero de 2016.

### Filmación
El episodio fue filmado del 1 de febrero al 11 de febrero de 2016.

## Recepción

### Recepción de la crítica
Jesse Schedeen de IGN calificó al episodio como sorprendente, dándole una puntuación de 9.2, comentando: "Arrow ha tenido sus altibajos últimamente, pero Eleven-Fifty-Nine ayudó a la serie a dar vuelta a la esquina y construir una enorme cantidad de impulso hacia los últimos episodios. Este episodio ofrece un montón de convincente drama familiar, un flujo constante de acción y un enfrentamiento con Damien Darhk que promete cambiar la dinámica del equipo Arrow para siempre". También elogió la actuación de Katie Cassidy diciendo que "su última conversación con Ollie fue fácilmente uno de sus mejores momentos en la serie". Así mismo, dijo que la actuación de Paul Blackthorne fue "particularmente devastadora".